# Phaenopsylla hopkinsi
Phaenopsylla hopkinsi är en loppart som beskrevs av Lewis 1973. Phaenopsylla hopkinsi ingår i släktet Phaenopsylla och familjen smågnagarloppor. Inga underarter finns listade i Catalogue of Life.